# Shubh Mangal Zyada Saavdhan
Pour plus de détails, voir Fiche technique et Distribution.
Shubh Mangal Zyada Saavdhan (en hindi : शुभ मंगल ज़्यादा सावधान) est une comédie romantique indienne écrite et réalisée par Hitesh Kewalya et produite par Aanand L. Rai,Himanshu Sharma, Bhushan Kumar et Krishan Kumar. Les principaux acteurs sont Ayushmann Khurrana, Jitendra Kumar, Neena Gupta et Gajraj Rao. L'intrigue est dérivée du film Shubh Mangal Saavdhan de 2017, dont Kewalya a aussi écrit le scénario et raconte l'histoire d'un homme homosexuel et son compagnon qui ont du mal à faire accepter leur relation aux parents du premier.
Le tournage a eu lieu le 16 décembre 2019 à Varanasi et la sortie en Inde – et en France – a eu lieu le 21 février 2020. Le film contient d'ailleurs plusieurs baisers homosexuels, fait rare dans le cinéma indien.

## Synopsis
Aman Tripathi est le fils homosexuel d'une famille conservatrice et homophobe, qui est en couple avec Kartik Singh, un jeune homme en fuite. Durant le mariage de son cousin Rajni Tripathi, dit Goggle, sa relation avec Kartik est révélée. Son père, Shankar Tripathi, un agronome faisant face à une réaction violente à cause de ses cultures de choux-fleurs noirs, essaye plusieurs manières de « purifier »  son fils de le garder à l'écart de son compagnon survolté. Pendant ce temps, Aman doit gérer une amie de sa famille allant devenir sa fiancée, Kusum Nigam, qui s'est entichée de lui mais a ses propres projets.

## Distribution
Sauf indication contraire, les informations mentionnées dans cette section peuvent être confirmées par les bases de données cinématographiques IMDb et Allociné,  présentes dans la section « Liens externes ».
- Ayushmann Khurrana : Kartik Singh
- Jitendra Kumar (en) : Aman Tripathi
- Gajraj Rao (en) : Shankar Tripathi
- Neena Gupta : Sunaina Tripathi
- Manu Rishi (en) : Chaman Tripathi
- Sunita Rajwar (en) : Champa Tripathi
- Maanvi Gagroo (en) : Goggle Tripathi
- Pankhuri Awasthy : Kusum

## Fiche technique
Sauf indication contraire, les informations mentionnées dans cette section peuvent être confirmées par les bases de données cinématographiques IMDb et Allociné,  présentes dans la section « Liens externes ».
- Titre original : शुभ मंगल ज़्यादा सावधान
- Titre international : Shubh Mangal Zyada Saavdhan
- Année de production : 2019
- Réalisation : Hitesh Kewalya
- Scénario : Hitesh Kewalya
- Montage : Ninad Khanolkar
- Musique : Tanishk Bagchi, Vayu, Tony Kakkar et Karan Kulkarni
- Production : Aanand L. Rai, Himanshu Sharma, Bhushan Kumar et Krishan Kumar
- Sociétés de production : T-Series
Colour Yellow Productions
- Société de distribution : AA Films, (France) Friday Entertainment
- Budget :
- Pays d'origine :  Inde
- Langue originale : hindi
- Format : couleur
- Genre : Comédie romantique
- Durée : 117 minutes
- Date de première diffusion :
  - Inde, France : 21 février 2020